# Каримизм

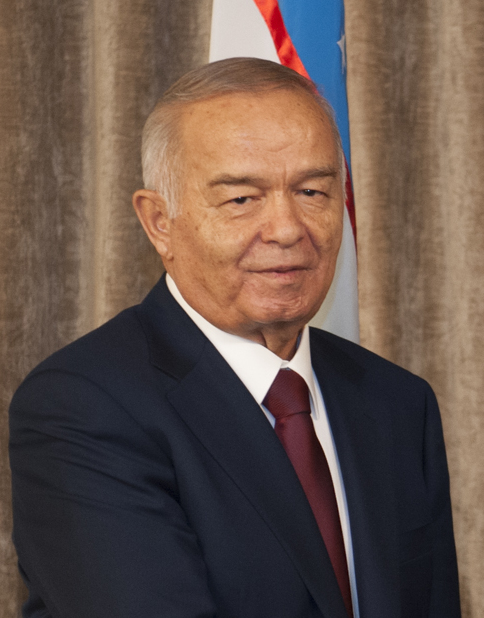
Ислам Каримов (1938—2016), правивший Узбекистаном беспрерывно на протяжении 27 лет (1989—2016).

Карими́зм или каримови́зм (узб. Karimovchilik; англ. Karimovism) — неофициальный термин об идеологии периода правления в 1992—2016 годах Ислама Каримова. Характеризуется негласным господством авторитаризма и клептократии, усилением карательных функций государства в отношении инакомыслящих, жёстким идеологическим контролем всех сфер общественной жизни, включая религию. Проявлялся в период правления Ислама Каримова с демонстративной антисоветской и антикоммунистической идеологией, масштабной декоммунизацией, политики автаркии и политики изоляционизма.